# Peribatodes manuelaria
Peribatodes manuelaria là một loài bướm đêm trong họ Geometridae.